# テレンス・ハインズ
テレンス・ハインズ（Terence Hines、1951年3月22日)
は、ペース大学の神経学教授、ニューヨーク医科大学の非常勤教授、サイエンスライターである。デューク大学で文学士、オレゴン大学で科学修士と博士を取得。サイコップの会員で、疑似科学と超常現象を扱った『ハインズ博士「超科学」をきる』の著者である。

## 疑似科学と超常現象
ハインズは『ハインズ博士「超科学」をきる』の著者で、この作品は米国内の疑似科学と超常現象を主に扱っている。ハインズは、捏造することのできない既知の物理学の法則と整合しない仮説だとして、科学から疑似科学を区別している。ハインズは、新しい証拠を前にしても疑似科学はそれを取り入れて更新しない傾向があると主張し、また著作では、超常現象から疑似科学を明確に区別することは難しいことを強調している。:242 また、千里眼や予知のような超人的能力が存在すれば、カジノやロトくじに影響が出ることが予想できるが、そのような影響は観察されていないと記している。:635
ハインズはサイコップの会員である。

## 著作
- Hines, Terence (1988). Pseudoscience and the paranormal : a critical examination of the evidence. Buffalo, N.Y.: Prometheus Books. ISBN 0-87975-419-2
- テレンス・ハインズ 著、井山弘幸 訳『ハインズ博士「超科学」をきる : 真の科学とニセの科学をわけるもの』化学同人、1995年。ISBN 4-7598-0275-4。
- テレンス・ハインズ 著、井山弘幸 訳『ハインズ博士「超科学」をきる part 2 (臨死体験から信仰療法まで)』化学同人、1995年。ISBN 4-7598-0290-8。
- Hines, Terence (2002). Pseudoscience and the paranormal (2nd ed.). Amherst, N.Y.: Prometheus Books. ISBN 1-57392-979-4
- テレンス・ハインズ 著、井山弘幸 訳『ハインズ博士再び「超科学」をきる : 代替医療はイカサマか?』化学同人、2011年。ISBN 978-4-7598-1468-2。